# Ivar Rosensvärd
Knut Ivar Alexander Rosensvärd, född den 22 juli 1898 i Karlskrona, död den 21 oktober 1983 i Stockholm, var en svensk sjömilitär. Han var son till Knut Rosensvärd.
Rosensvärd avlade studentexamen 1918. Han blev fänrik vid flottan 1922 och löjtnant 1924. Rosensvärd genomgick flygspanarutbildning 1921–1924, deltog i räddningsexpeditionen till Spetsbergen 1928, var adjutant hos chefen för sjömanskåren i Karlskrona 1936–1938, hos befälhavande amiralen där 1939 och blev stabschef hos chefen för Karlskrona örlogsstation 1944. Han befordrades till kapten 1937, till kommendörkapten av andra graden 1942, av första graden 1945 och till kommendör 1953. Rosensvärd blev riddare av Svärdsorden 1942 och av Vasaorden 1950. Han vilar på Galärvarvskyrkogården.